# Possumfell

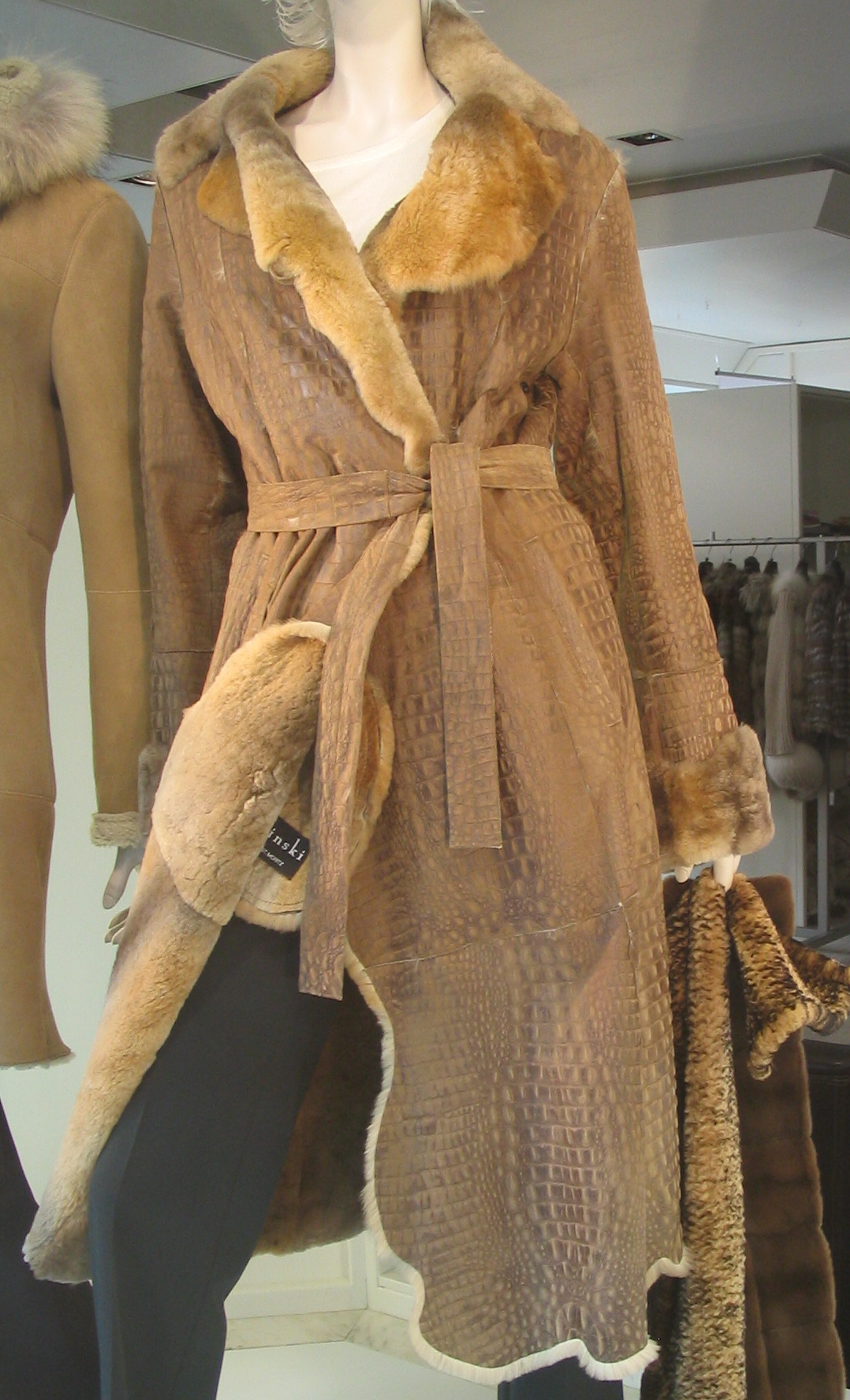
Mantel aus neuseeländischem Possumfell, geschoren, gefärbt, kroko-geprägte und veloutierte Lederseite (2002)

Possumfell ist das Fell des Fuchskusus, auch Possum genannt. Dieses für die Pelzwirtschaft wichtigste und wertvollste Beuteltier Australiens und Neuseelands ist ein etwa mardergroßes Baumtier. Das Fell des Possums wird zu Bekleidung und Pelzdecken verarbeitet, außerdem wird das Haar seit Anfang dieses Jahrtausends kommerziell zu Wolle versponnen.
Die gelbgraue Sorte des Possumfells wurde im Handel früher als Australisch Opossum bezeichnet, die braune Sorte als Tasmanisch Opossum. Dem jetzigen Hauptaufkommen und der heutigen zoologischen Benennung entsprechend wird es nur noch nach dem Ursprungsland (unabhängig von der Färbung) als Neuseeländisches Opossum, besser noch Neuseeländisch Possum, bezeichnet, da für das Tier inzwischen der englische Name Possum anstelle Opossum gebräuchlich ist. Damit kann es sprachlich nicht mehr mit dem erheblich anders aussehenden Opossum Amerikas verwechselt werden.
Das als Ringtail oder Ringtail-Possum (Ringtail-Opossum) bezeichnete Fell (die größten wurden anfangs als „rock-Opossums“ gehandelt) des Ringelschwanz-Kletterbeutlers war nur wenig im Handel, das Tier ist inzwischen geschützt.

Umhänge aus Possumfell mit bemalter Lederseite der australischen Wurundjeri (ca. 1883)
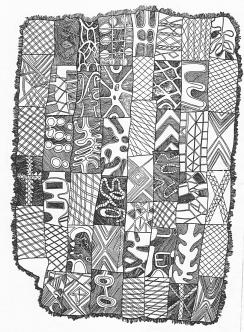
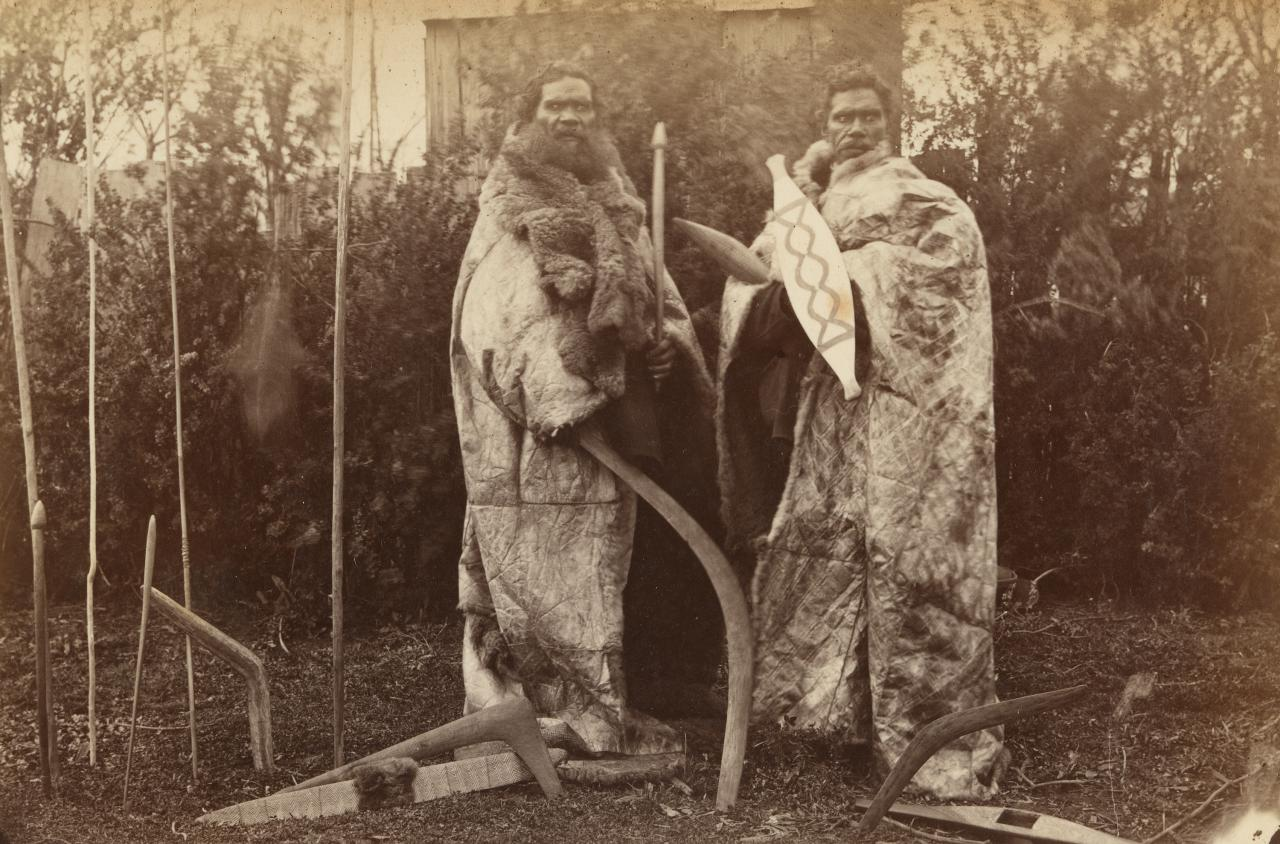

Schon bevor die Europäer nach Australien kamen, wurde der Fuchskusu bejagt. Nicht nur das für uns wegen seines Geruchs widerliche Fleisch wurde von den Einwohnern als Delikatesse verzehrt, sie fertigten aus den Fellen einen Überwurf, der viel getragen wurde. Marn Grook hieß ein Spiel der Wurundjeri, bei dem der Ball aus Possumfell gefertigt war. Die Populationen waren durch die einheimische Nutzung kaum bedroht. Die ersten als australisches Opossum bezeichneten Felle kamen als Decken verarbeitet in den Handel, die von den Ureinwohnern angefertigt und an die europäischen Ansiedler verkauft worden waren. Diese exportierten sie in den internationalen Fellhandel. Als im Verlauf der 1870er Jahre Opossum mehr und mehr Mode wurde und die Ausfuhren der Felle Millionenhöhe erreichten, wurden Schonzeiten eingeführt oder der Kusu zeitweilig ganz unter Schutz gestellt. Neben der Verwendung zu Pelzinnenfuttern, Besätzen, Pelzkrawatten, Pelzmützen und Muffen wurden die Felle um 1900 insbesondere in Russland zu Herrenpelzen verarbeitet. Aus den Possumschweifen wurden bevorzugt Herrenkragen hergestellt.
Bis in die 1990er Jahre wurden die naturgrauen Possums als australische Opossum, die naturbraunen als tasmanische Opossum gehandelt. Die letzten Jahrzehnte kamen aber praktisch keine australischen Possums mehr auf den Markt, fast das gesamte Aufkommen stammte aus Neuseeland von ursprünglich aus Tasmanien eingeführten Tieren. Kamen Possumfelle bis Ende des 20. Jahrhunderts hauptsächlich über Auktionen auf den Weltmarkt, werden sie heute in der Regel freihändig gehandelt. Sammler kaufen die Felle von den Jägern auf, um sie dann vorsortiert weiter an den internationalen Großhandel abzugeben.
In Neuseeland wird das Tier inzwischen wegen seines massenhaften Auftretens und der angerichteten Schäden, zum Beispiel in der Landwirtschaft und in Gärten, als Schädling angesehen. Auf Grund der deshalb betriebenen Bejagung fallen in großer Menge Possumfelle an, zeitweilig wurde die Jagd sogar staatlich subventioniert. Bis etwa 2005/2006 wurde deshalb ständig nach Absatzmöglichkeiten für die nicht ausreichend nachgefragten Felle gesucht, dann brachen die Lieferungen schlagartig ab, seit Ende 2007 wird der Artikel in geringerem Umfang und zu gestiegenen Preisen wieder angeboten. Der Grund ist, Possumhaar wird inzwischen zu besonderen Garnen versponnen, der Preis für die Wolle ist offenbar so hoch, dass sich der Aufwand für das Aus- und Nachsortieren der pelzgeeigneten Felle nicht mehr rentiert, beziehungsweise es am Pelzmarkt nur in kleinem Umfang möglich ist, einen für die Sammler attraktiveren Preis durchzusetzen.
Gegen Ende des 19. Jahrhunderts bis nach dem Ersten Weltkrieg war das weiche Possumfell ein bevorzugtes Fellmaterial für Herren, insbesondere als Schalkragen auf Gehpelzen und für Sportjacken. Der Rauchwarenhändler Jury Fränkel (1899–1971) erinnerte sich, dass um 1910 auf der Eisenbahnfahrt zum Pelzhandel auf der Irbit-Messe im kalten Sibirien die Reisenden eine sogenannte Dochá dabei hatten, einen Fahrpelz, meist ein Fohlenmantel, der mit Australischem Opossum gefüttert war. 1902 wurde als letzte Neuheit für den Herrn ein Sportpaletot aus Seehundfell angepriesen, mit kurzem, schwarzem, glänzendem Haar, mit Stoff gefüttert und Besätzen von opossum-australienne, und wenn gewünscht auch die Gamaschen. 1914 empfahl ein Fachbuch den unvergleichlich leichten Pelz als den dankbarsten Reiseanzug für praktische Männer. Als Besatz an Mütze und Kragen kleidet er namentlich blonde Frauen ausgezeichnet. Im Westen der USA fertigte man um 1936 Männerjacken, die zusätzlich mit Lammfell ausgefüttert waren. Sie wurden zur Jagd und bei der Arbeit im Freien getragen.
In der zweiten Hälfte des 20. Jahrhunderts waren neben ähnlich gearbeiteten Fellmaterialien vor allem mit Lederstreifen gemixte Possumpelze in Deutschland en vogue. Die aufwändige Näharbeit wurde meist in Billiglohnländern, wie Korea, gefertigt. Hauptsächlich mit der Lederseite nach außen getragen ergab das besonders leichte und trotzdem warme Damenwintermäntel oder -jacken, die in erheblicher Stückzahl verkauft wurden. Vielfach wurden mit farbigen oder metallic-beschichteten Lederstreifen besondere Ornamente erzeugt. Die Musterung blieb jedoch sehr charakteristisch, irgendwann war die modebewusste Kundin es offenbar überdrüssig und das Possumfell geriet weitgehend in Vergessenheit.
Derzeit wird Possum, verglichen mit dem Hauptartikel der Pelzmode, dem Nerz, in und für Europa nur in sehr geringer Menge verarbeitet. Wichtige Importländer für das Fell waren zuletzt Korea und China (Stand 2014). Einige deutsche Kürschner haben als Marktnische geschorene, nappierte Possumjacken, insbesondere für Herren, entdeckt. Bei den Felldecken hat Possum wegen seiner wertigen Optik und des angenehm weichen Haars jedoch traditionell einen hohen Marktanteil, außerdem neigt es verglichen mit anderen langhaarigen Fellen kaum zum Haaren.
Der Haltbarkeitskoeffizient für das Possumfell wird mit 50 bis 60 Prozent angegeben, für die seinerzeit über Adelaide gehandelten 30 bis 40 Prozent; für das einmal als Ringtail(-Opossum) im Handel gewesene Fell 40 bis 50 Prozent. An entsprechend beanspruchten Stellen neigt das weiche, leicht krause Haar zum Verfilzen. Bei einer Einteilung der Pelzarten in die Haar-Feinheitsklassen seidig, fein, mittelfein, gröber und hart wird das Possumhaar als mittelfein eingestuft.

Bekleidung mit Possumfell
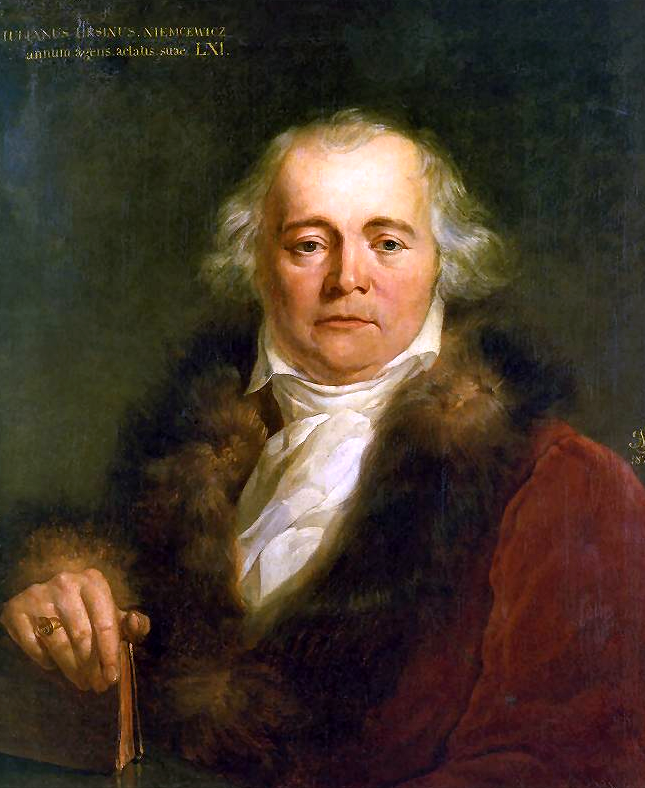
Herrenbesatz auf einem Morgenmantel (Polen 1820)
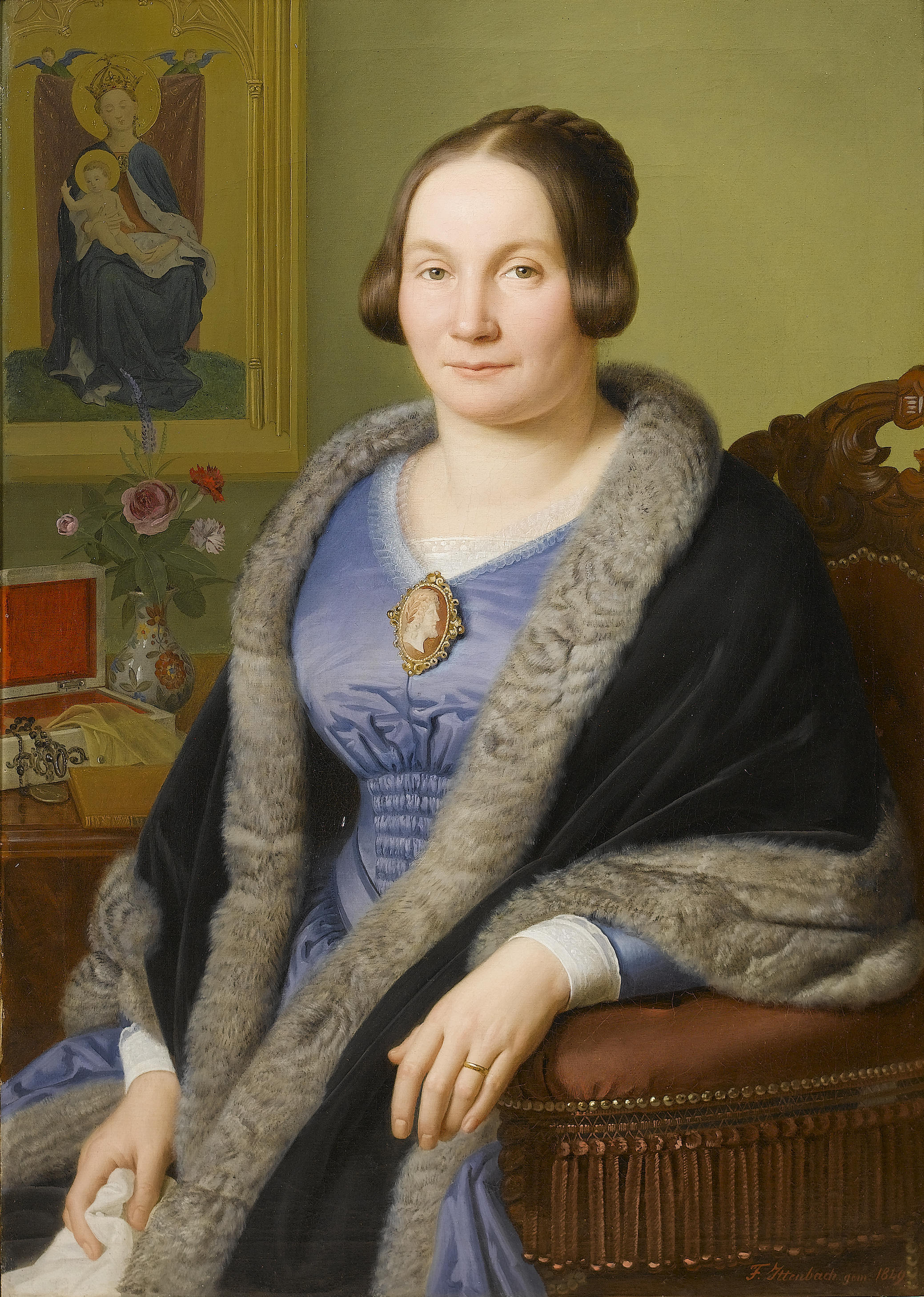
Verbrämung einer Stola (Deutschland 1849)
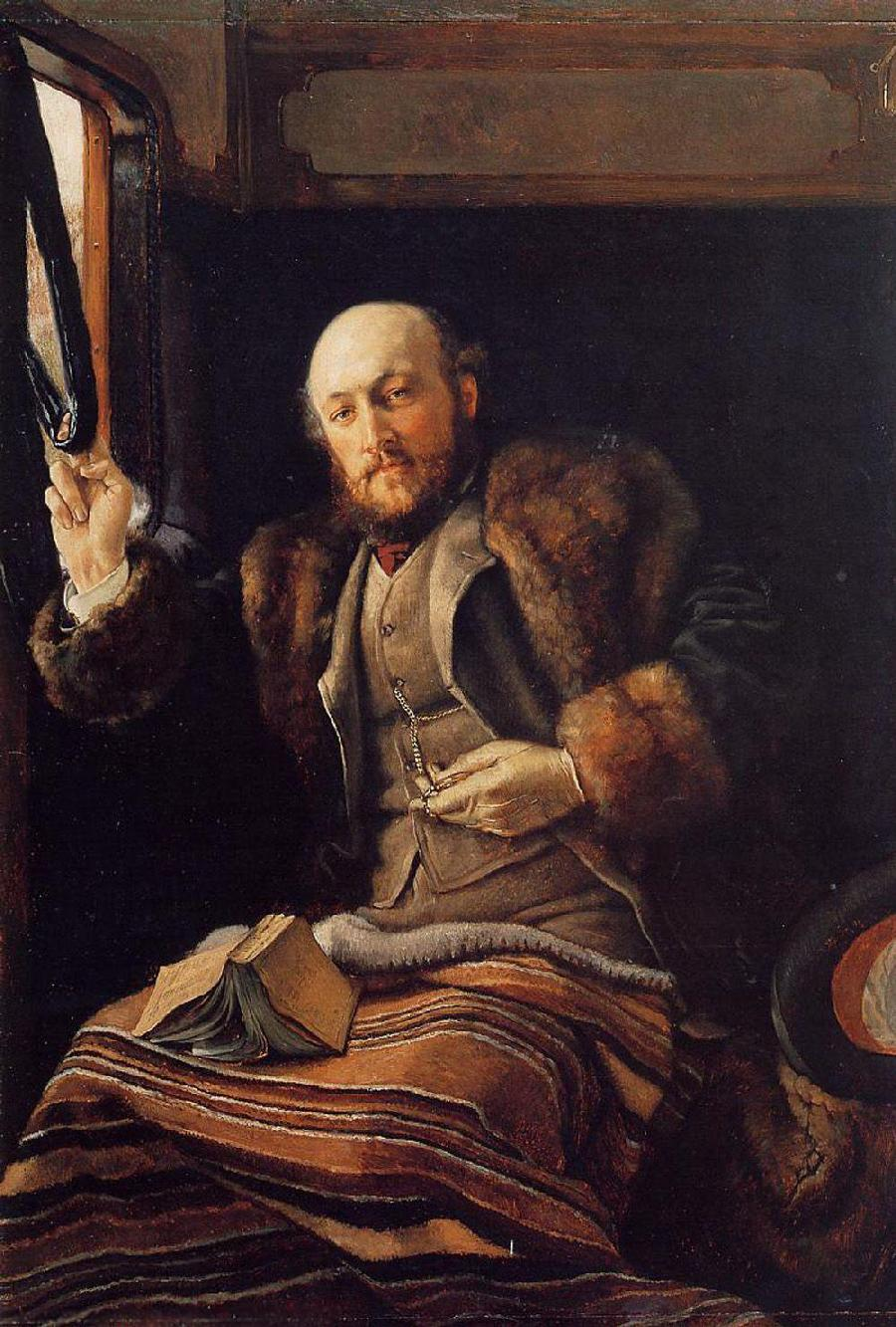
Gentleman mit Besatz und Manschetten (England 1872)
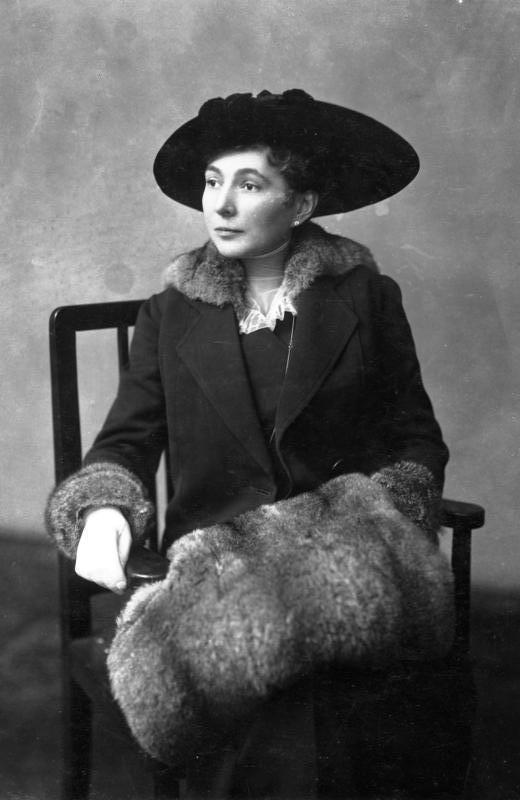
Muff, Manschetten und Kragen (Deutschland 1915)
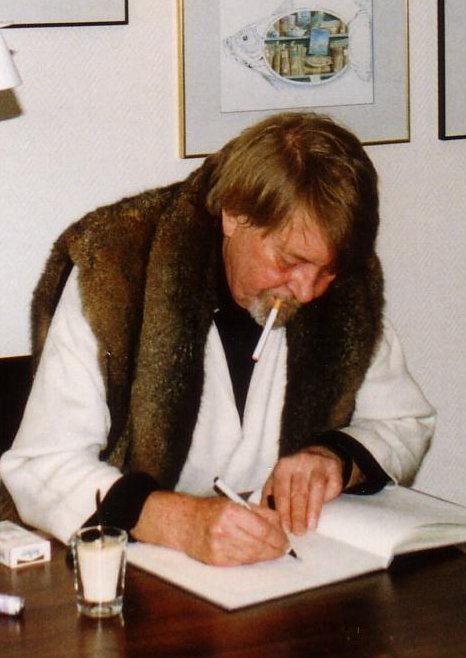
Herrenweste (Deutschland 2005)

## Eigenschaften des Fells verschiedener Possum-Arten

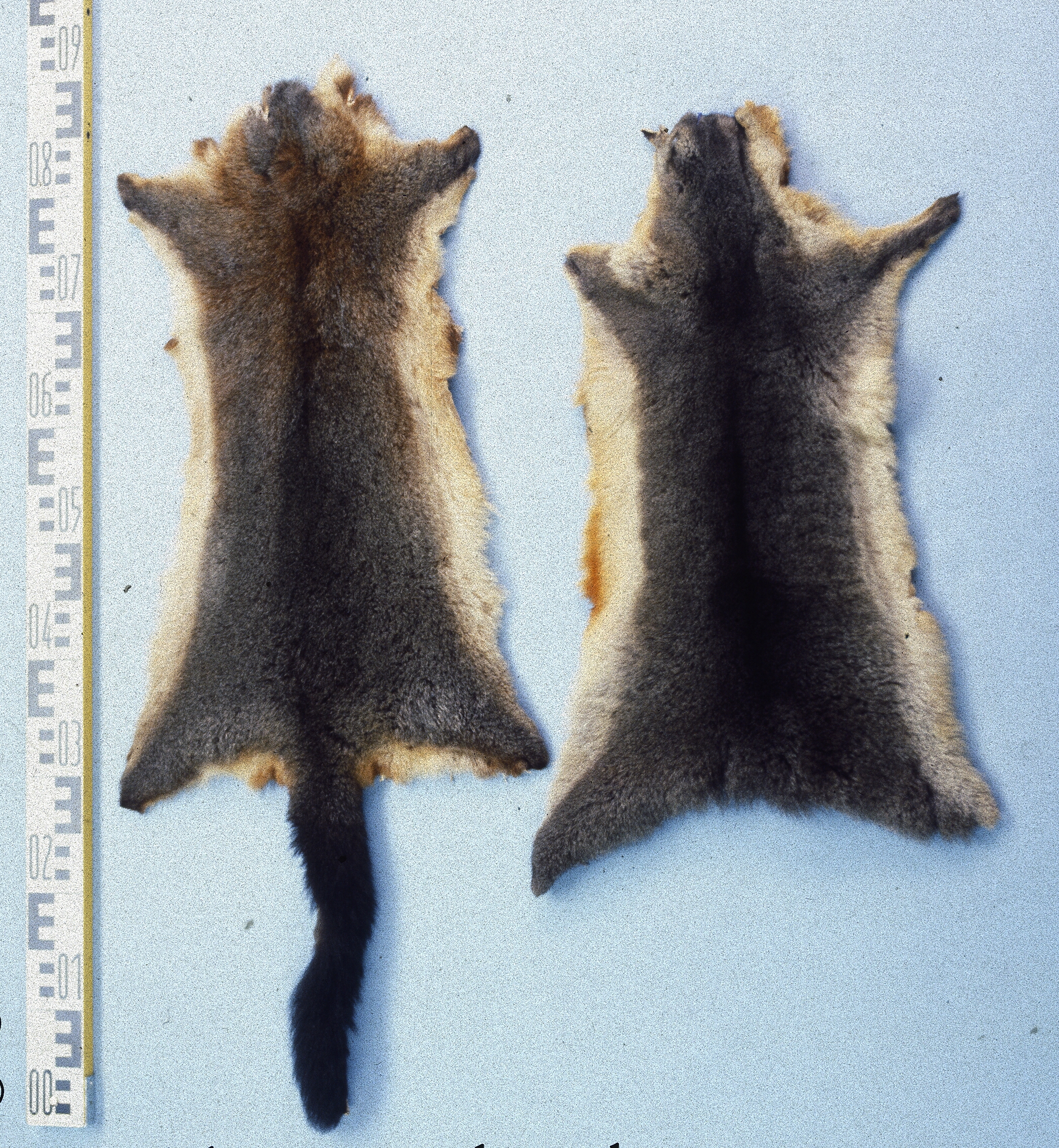
Neuseeländische Possumfelle („Australisch Opossum“)
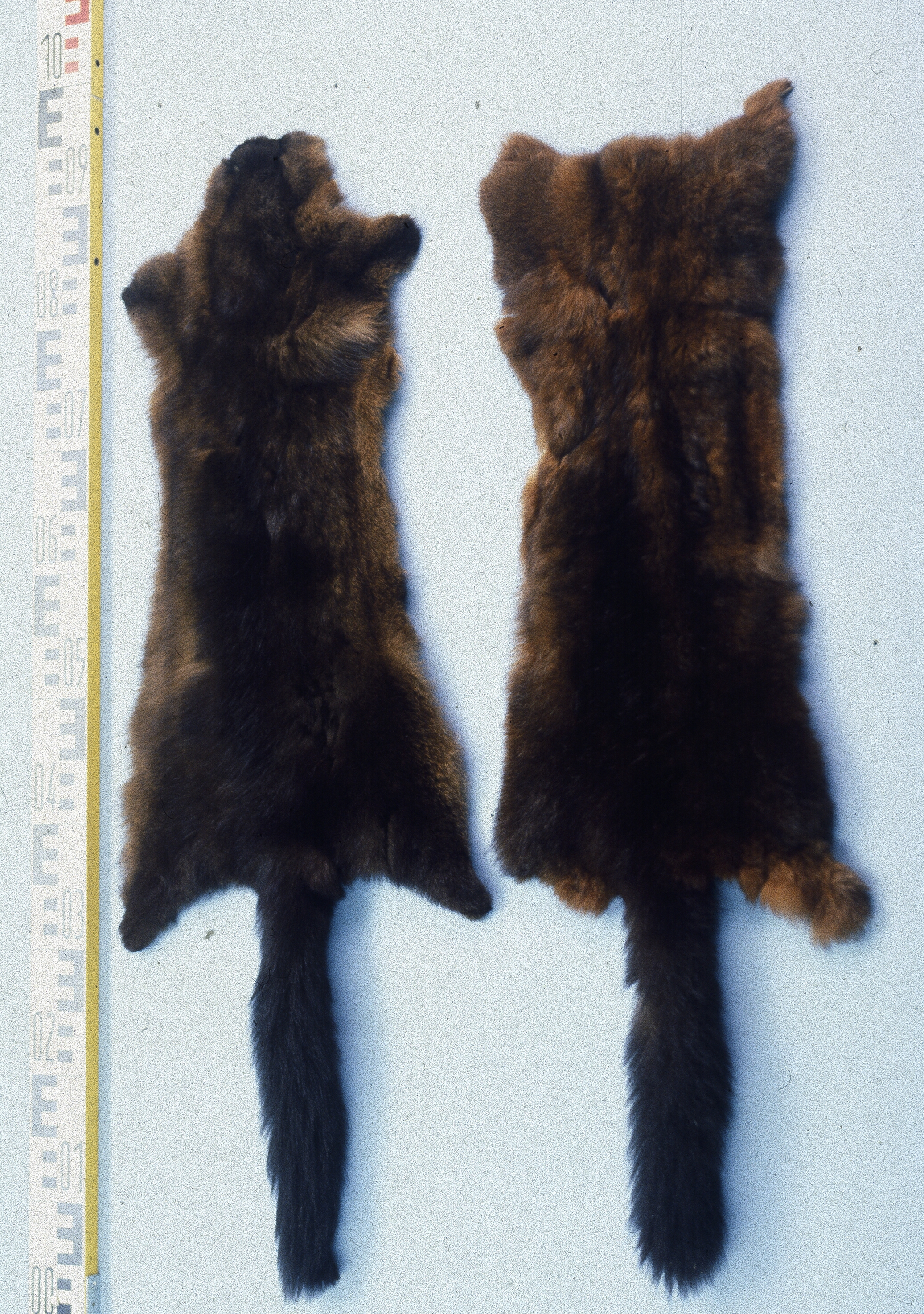
Neuseeländische Possumfelle („Tasmanisch Opossum“)
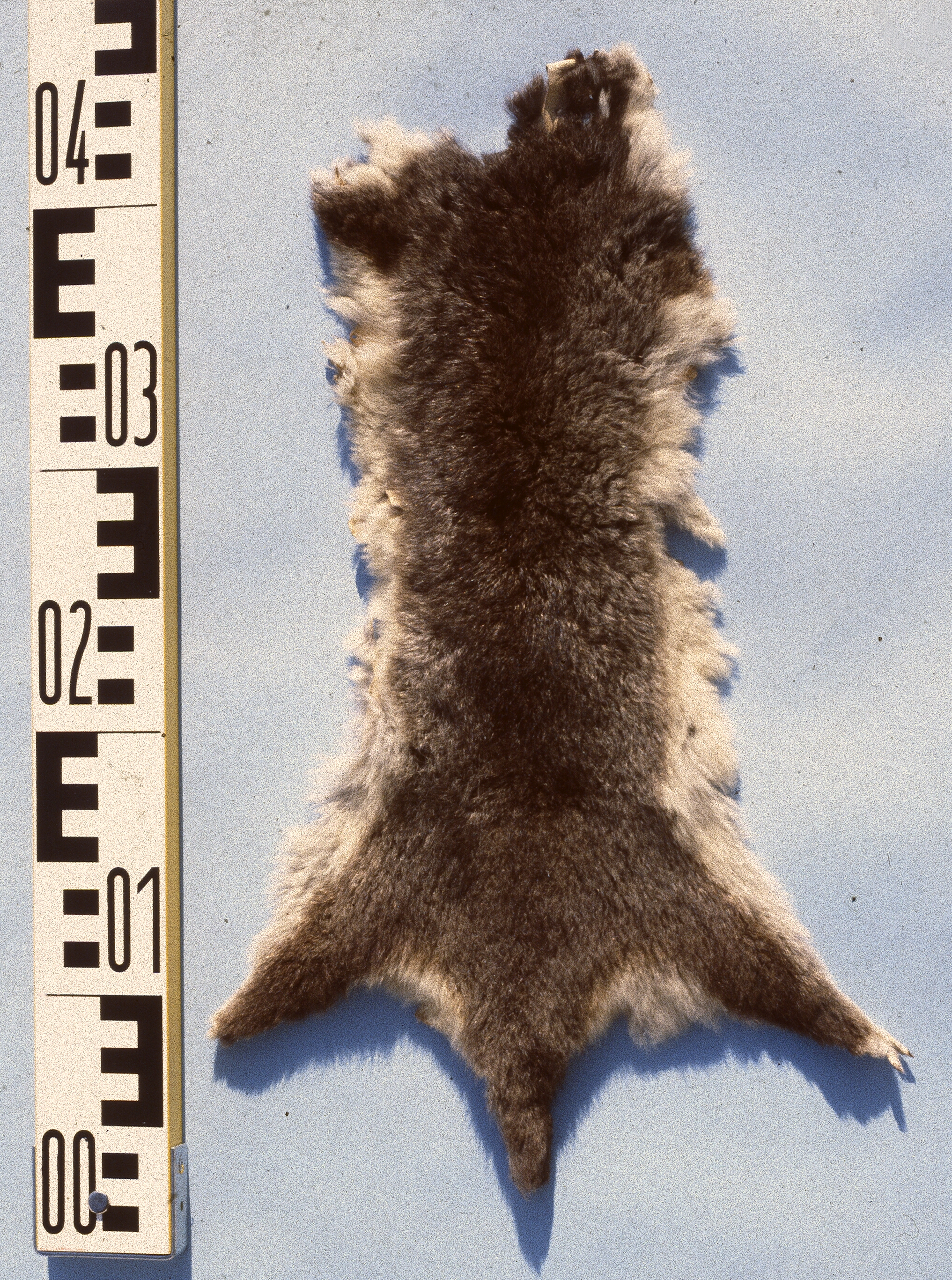
Ringtail-Possumfell (zoologisch Wander-Ringelschwanzbeutler)

- Das Fell des Gewöhnlichen Fuchskusu ist etwa 32 bis 58 Zentimeter lang, der behaarte Schwanz 24 bis 35 Zentimeter. Das Haar ist außerordentlich weich, das Oberhaar sehr fein, leicht gekräuselt, sehr dicht und nur wenig länger als die Unterwolle. Die Färbung ist blaubraun bis braun mit blassrötlichem Schimmer. Die Wamme ist hell ockergelb, die Schwanzspitze ist schwarz.
- Das Tasmanische Possum oder Dunkler Fuchskusu, Dunkles Possum, Black Tasmanian Possum ist eine charakteristische Unterart mit einem teilweise schwärzlichen Grotzen (Rückenmittelfärbung).
- Der Hundskusu oder Bobak (Bobuck) hat einen grauschwarzen Grotzen und eine dem übrigen Rückenfell gleichfarbige Unterseite.

- Der Gewöhnliche Ringbeutler, Fellbezeichnung Ringtail, Ringtail-Possum, steht zoologisch dem Possum nahe (nicht zu verwechseln mit dem früher ebenfalls als Ringtail gehandelten Fell des Katzenfretts, siehe Bassariskfell). Er lebt in verschiedenen Unterarten in Australien. Das Fell ist 19 bis 45 Zentimeter lang, der unbehaarte Greifschwanz 17 bis 35 Zentimeter. Die Ohren sind kurz; Kennzeichen sind die weißen Ohrbüschel und die weiße Schwanzspitze. Die Behaarung ist kurz, fein und dicht. Die Färbung ist hellgrau, dunkelgrau oder schwarzbraun, oft mit dunklem Aalstrich, die Wamme ist weißgraugelblich. Die besten Sorten sind intensiv „blau“ (= fachsprachlich für bläulich dunkel). Hell „blaue“ Felle waren teilweise als Sydneys im Handel. Meist wurden die Felle mit in die Possumpartien sortiert.

Die Art ist heute, wie alle in Australien lebenden Possums, streng geschützt.

## Handel
Possumfelle kamen erstmals nach 1860 zur Anlieferung. Zwischen 1860 und 1870 wurden nur einige zehntausend Felle angeboten. Das stieg bis 1906 auf 4 Millionen und ging bis 1950 auf 1,5 Millionen zurück. 1988 waren praktisch keine tasmanischen Felle mehr auf dem Markt. Jury Fränkel’s Rauchwarenhandbuch von 1988 nennt das australische Possum als streng geschützt, bemerkt aber einschränkend, „dass kaum noch Felle aus Australien angeboten werden. Das gilt auch für die tasmanischen Opossums“. Australische Possums dürfen mit einer Ausnahmegenehmigung des Parks und Wildlife Service gefangen werden, die IUCN listet im Jahr 2000 einige Arten als nicht gefährdet (least concern), andere als potentiell gefährdet (near threatened).

### Australien

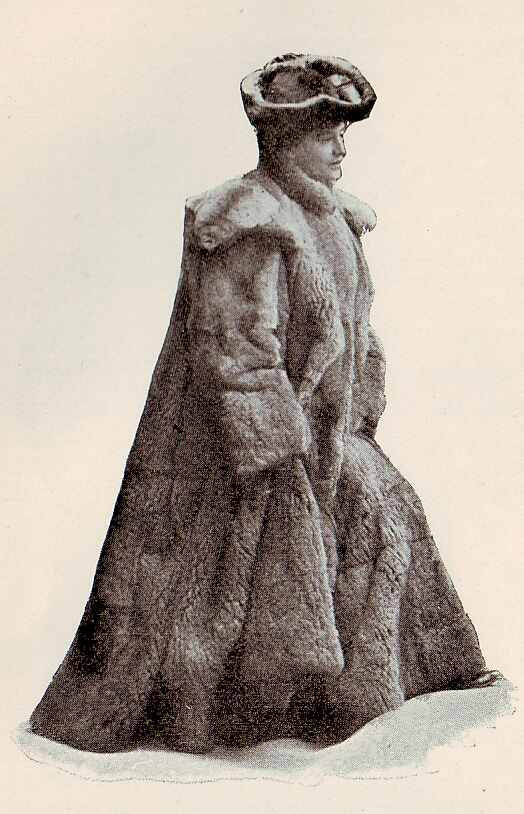
Frauen-Autopelz aus Australischem Possum (Paris 1902)

Die Verbreitung des Fuchskusu erstreckt sich hauptsächlich auf die östliche Hälfte seines Heimatkontinents, also auf die Staaten Queensland, Neusüdwales, Viktoria, Süd-Australien, außerdem auf die Insel Tasmanien. Die Größe des Verbreitungsgebiets mit ihren unterschiedlichen klimatischen und landschaftlichen Verschiedenheiten hat auch Unterschiede in Bildung und Struktur des Haarkleids hervorgebracht. Die besseren Sorten kommen aus dem Süden, dem kälteren Teil des Kontinents, vor allem aus Victoria und Tasmanien, während der Norden (zwischen 10. und 20. Grad nördlicher Breite) kleinere und flache Felle hervorbringt. Diese sind jedoch immer noch weich und dicht in der Behaarung mit dem für das australische Possum typischen gekräuselten Deckhaar.
In der Färbung bestehen zwischen den einzelnen Herkommen recht erhebliche Abweichungen. Zwischen dem besonders dunklen, blaugrauen bis rot- bis schwarzbraunen tasmanischen Possum, dem meist blaugrauen Mountains- oder Gebirgspossum aus Viktoria und den graurötlichen aus Neusüdwales gibt es viele Übergänge, nicht nur in der Rückenfärbung, sondern auch in den hellen Tönungen der ocker- bis weißlichgelben Wamme und dem hell- bis dunkelgrauen, oft rötlich schimmernden Kopf.
Nach den ursprünglichen Herkommen wurden folgende Qualitäten des australischen Possums unterschieden:
- Queensland (Brisbane)

Etwa 40 Zentimeter lang, fast so groß wie die Sydneys. Meist weicheres und unregelmäßigeres Haar. Blaugrau bis gelblich, etwas grünlicher als die Sydneys. Die Felle sind grob, das Oberhaar leicht gelockt.
Nördliche (Kap um Port Darwin)
Schwächste Sorte; meist gelblich bis rötlich. Das Oberhaar ist leicht gelockt.
Zentrale
Mittelgroß; bläulich, teilweise gelblich; einige Felle haben schwache weiße Ringe um den Schwanz. Der Pelz ist etwas wollig, weil die Haare etwas dichter zusammenstehen. Von den Einwohnern „Yappi“ genannt.
Südliche (Hundskusu)
Mittelgroß; meist gutfarbig. Den Sydneys ähnlich. Die besten kommen aus Queensland. Die Felle aus Süd-Queensland und Neu-Südwales haben kurze Ohren.
- New South Wales (als Sydneys im Handel)

Etwa 35 Zentimeter lang. Etwas kurzhaarig, nicht sehr rauch, jedoch gut im Glanz. Blaugrau, bläulich bis gelblich und auch grünlich, am Kopf und Rücken teils rötlich, Wamme gelblich mit rötlichem Schimmer.
Sydneys waren einmal die am meisten angefallenen Possumfelle aller Herkommen.
- Victoria (Melbourne), im Handel als Victorias

Wenig kleiner als Tasmanische, gedrungen. Vorwiegend blaugrau. Teils dunkel mit gelbsilbriger Spitze (grünlicher Schimmer), besonders langer Schweif, buschig. Die beste Qualität.
Reguläre Victorias (Melbourne)
Groß. Weniger ansprechend in der Farbe. Ähneln denen aus dem südlichen Queensland und den Sydneys.
Rivers
Nahezu schwarzgrau, mit Silberspitzen, zahlreiche Farbschattierungen.
Mountains (Gebirgspossum)
Dunkelblaugrau, Wamme weißlich.
Bei den Victorias betrug der Ausfall an rohverbrannten (versottenen) Fellen bis zu 40 Prozent, gelegentlich noch mehr.
- South Australia (Adelaide)

Volleres und gedrungeneres Haar, besser als die westlichen Herkommen, weniger flattrig. Meist blaugrau chinchillafarbig, dunkle Grannen, helle reinfarbene Wammen.
- Western Australia (Perth)

Etwa 30 bis 35 Zentimeter lang, damit kleiner als die anderen Sorten.Sehr fein, Unterwolle nicht sehr dicht, Oberhaar flattriger, flacher, seidig. Silbergrau bis bläulich (feinste Nuancen), vereinzelt chinchillaartig, mitunter rötlich (Secunda-Ware), schwach durchsetzt mit einzelnen schwachen Haaren. Schweife nicht aufgeschnitten, das Leder nach außen. Eine bessere Qualität haben die Felle aus den Gebirgsregionen (Western Rocks).
- Kangaroo Island (nahe Adelaide)

In Charakter und Farbe den Adelaides ähnlich.

### Tasmanien
Felllänge Tasmanischer Possums bis über 70 Zentimeter. Sehr groß, rauch, wollig, dicht und voll entwickelt. Meist dunkelrötlich braun, doch auch grau und besonders dunkel. Manchmal weniger reine Farbe. Die grauen Sorten waren als graue Tasmanische, die dunklen (oft schwarzbraun) mitunter als braune Tasmanische im Handel.
Im Handel wurde unterschieden
Blues = blaue. Die beste Sorte, je „blauer“, desto wertvoller das Fell.
Pales = helle, blasse. Leicht rötlich, doch mit bläulichem Schimmer.
Reds (Redheads, Rednecks) = Rotköpfige, wobei zwischen leicht und stark rötlich unterschieden wird. Jedoch sind nur der Kopf und der Nacken rot, die übrige Farbe ist normal.
Rusty (Plural: Rusties) = Rostfarbige, das heißt die Granne hat einen rostfarbigen, rötlichbraunen Schimmer. Meist mit Fett behaftet.
Spotty (Plural: Spotties) = Fleckige.
Qualitäten
I und II: leicht berieben, III: stark berieben = Rumpers, IV: geringste Qualität.

### Neuseeland

Farbmusterkarten Neuseeländisch Possum
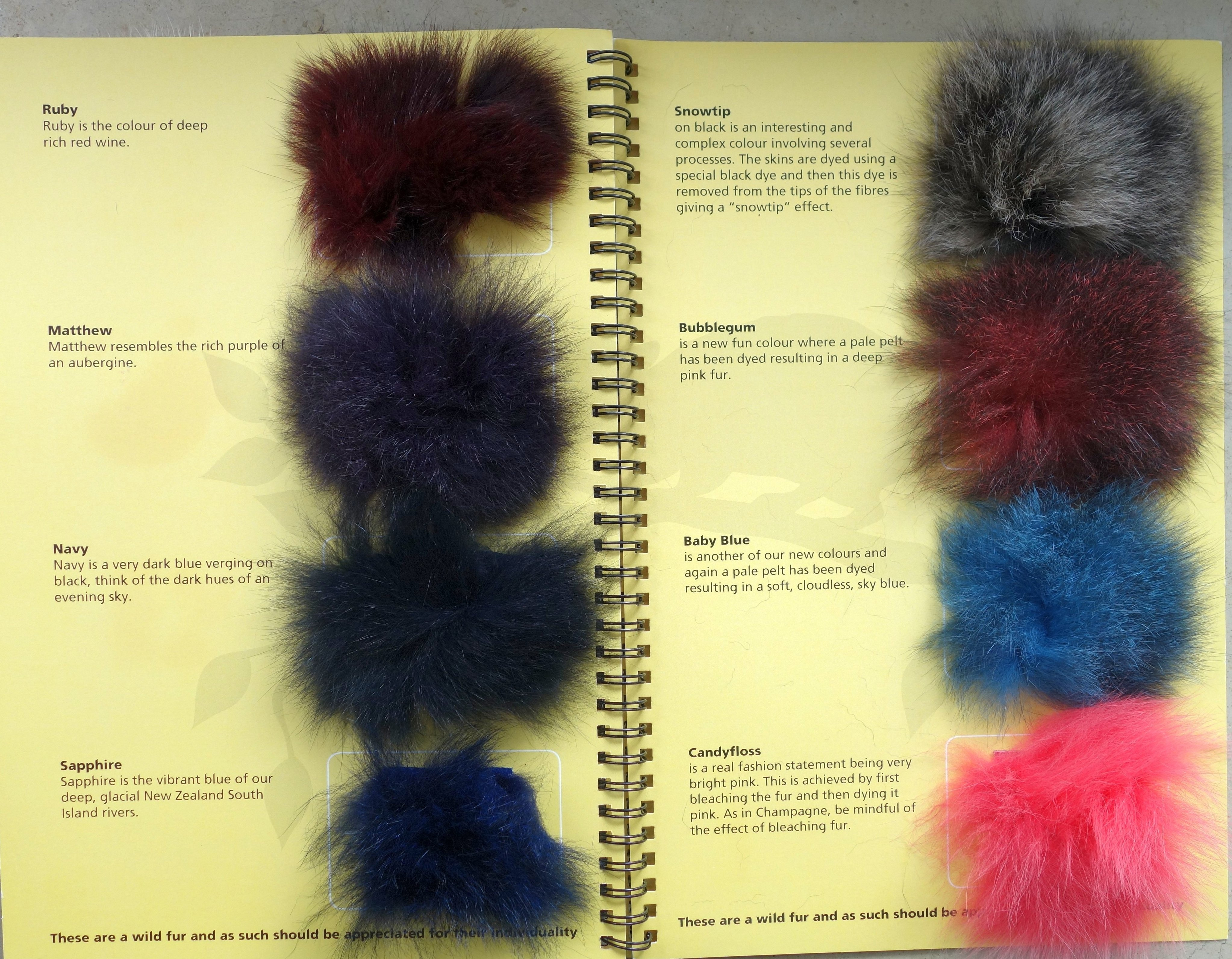
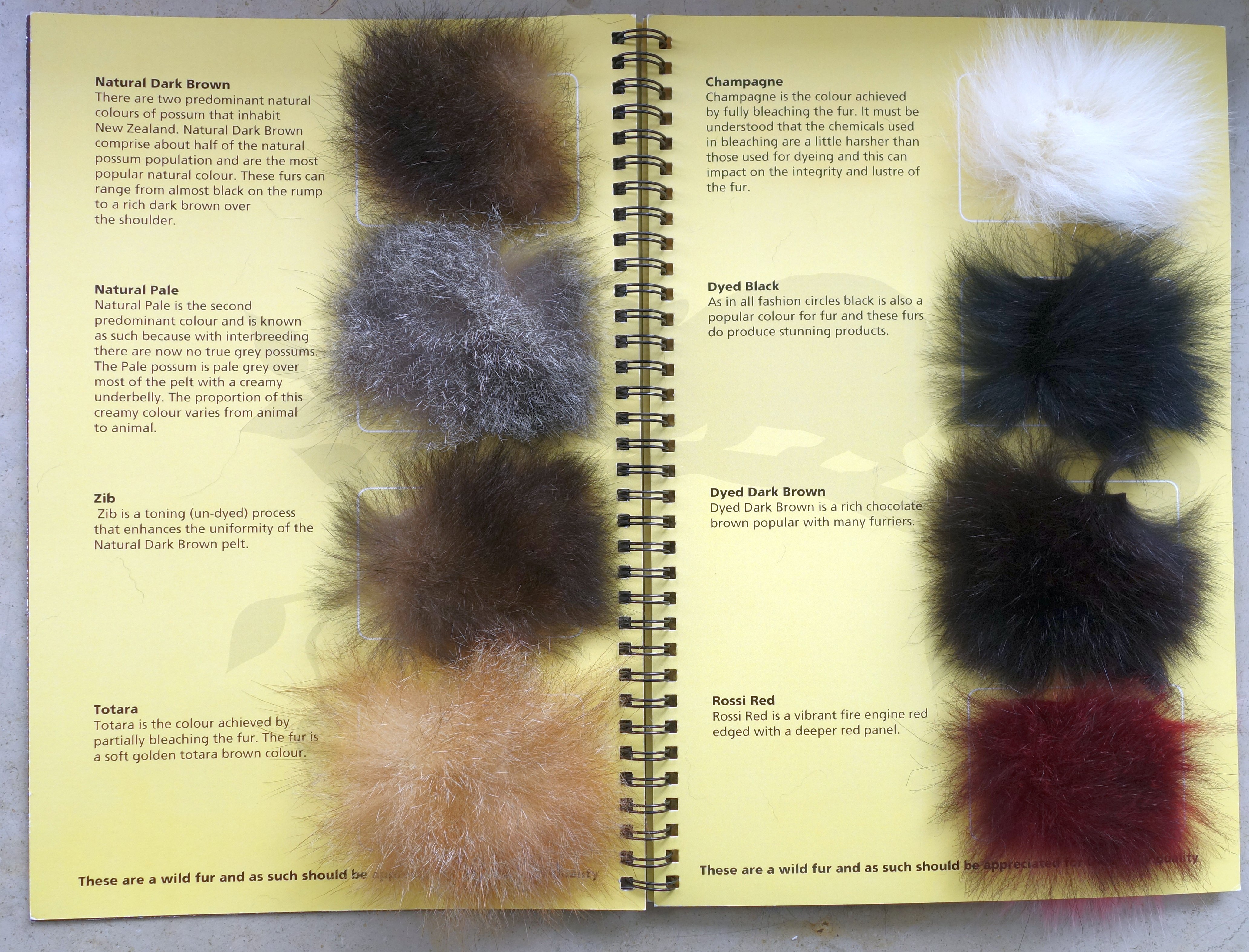

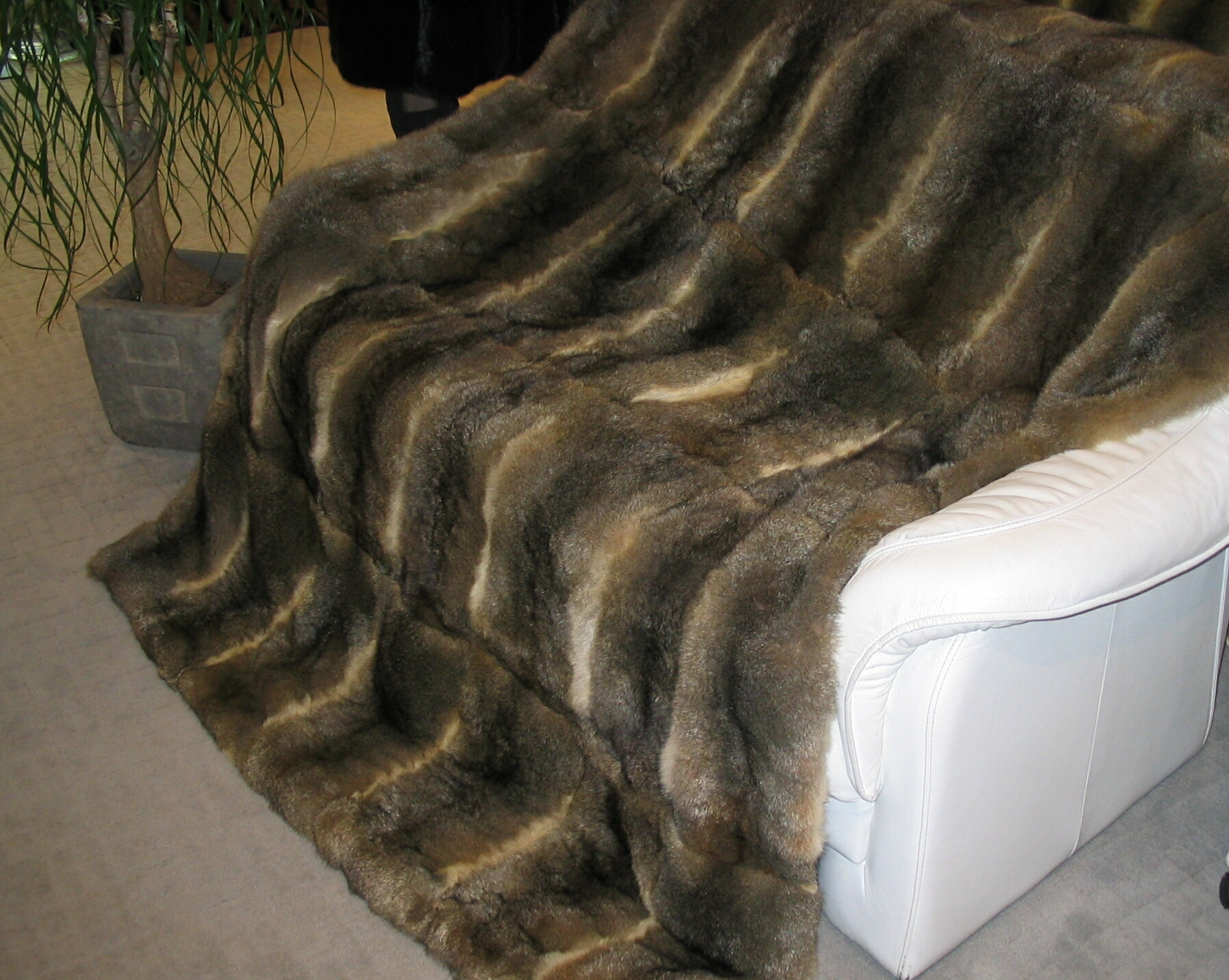
Plaid aus naturgrauen neuseeländischen Possumfellen

Beginnend um 1860 wurden tasmanische Possums in Neuseeland im Hinblick auf die Pelzgewinnung ausgesetzt. 1939 hatten sie sich so sehr vermehrt, dass sie als Landwirtschaftsschädling zur nationalen Plage erklärt wurden. Durch intensive Bejagung versucht man seitdem der auch die Rindertuberkulose übertragenden Tiere Herr zu werden. In den 1980er Jahren wurde der Bestand auf 60 bis 70 Millionen Tiere geschätzt, durch Kontrollmaßnahmen verringerte sich der geschätzte Bestand auf 30 Millionen bis zum Jahr 2008.
Die Felle sind etwas kleiner und weicher im Fell als die tasmanischen, jedoch nicht so gedrungen. Unterschieden wird zwischen dem Anfall im Norden, wo die meisten Felle herkommen und südlichen Fellen. Erstere sind grau (dunkel), mitunter fast schwarz. Felle der südlichen Inseln (Southerleys) sind schwerer als die der nördlichen Inseln. Nördliche sind seidiger, südliche etwas gröber (gedrungen).
Die Zucht des Possums lohnt sich kaum, sie ist aufwändig, die Tiere werfen nur einmal (bis zweimal) im Jahr, meist nur ein Junges, selten Zwillinge. 1981 kamen jedoch erstmals einige hundert Musterfelle aus einem sogenannten cage finishing einer neuseeländischen Farm in London auf den Markt. Durch gute Haltung und kontrollierte Fütterung waren die Felle wildgefangener Tiere von besonders hoher Qualität, größer als üblich, dicht behaart, sehr rein in der Farbe und das Leder weiß. Auch die etwa 1980 begonnene Farmzucht hatte sich nach Anfangsschwierigkeiten etabliert (vor 1988 etwa 20.000 Felle). Beides dürfte wegen der für Possums eingangs erwähnten Gründe und des zwischenzeitlich sehr geringen Preises für die Felle überholt sein.
Gut geeignet für Pelzzwecke sind nur die Felle aus den beiden Wintermonaten Juni und Juli. Felle die in den übrigen Monaten anfallen weisen in der Regel Nachwuchsstellen (Unterwuchs) im Haar auf, die auch als dunkle Stellen auf der Lederseite sichtbar sind. Die Rohfelle werden aufgeschnitten, in Blattform angeliefert.
Der größte Teil der Felle wird freihändig beziehungsweise über Auktionen (Dunedin) im Land gehandelt:
Qualitäten: I, II, III, Inferior, damaged
Größen: XL = exlarge über 60 Zentimeter, L = large 50 bis 60 Zentimeter, M = medium 46 bis 50 Zentimeter, S = small 38 bis 46 cm (alle gemessen von den Ohren bis zur Schwanzwurzel).
Farben: grau, mittelgrau, pale, dunkelbraun, rotbraun, schwarz, dark und grau slate (dunkleres und graues Braun), fawn (rehfarben).
Als Rednecks werden graue Felle mit rotem Nacken und rötlicher Unterwolle bezeichnet. Weevilly sind stärker durch Ungezieferfraß beschädigte Sorten.
Basically Bush Ltd. spezifiziert wie folgt (Stand ca. 2011):
Qualitäten: I = dichter, gleichmäßiges Pelz, guter Glanz, 90 bis 100 Prozent brauchbare Fläche im Kernbereich. II = dichter, schwächerer bis gleichmäßiger Pelz, etwas weniger glänzend, 75 bis 90 Prozent brauchbare Kernfläche. III = spärlicherer Pelz, ungleichmäßig, 60 bis 75 Prozent brauchbare Kernfläche.
Größen: Xtra large = mindestens 56 Zentimeter, Large = mindestens 51 Zentimeter, Medium = mindestens 43 Zentimeter.

## Verarbeitung, Verwendung

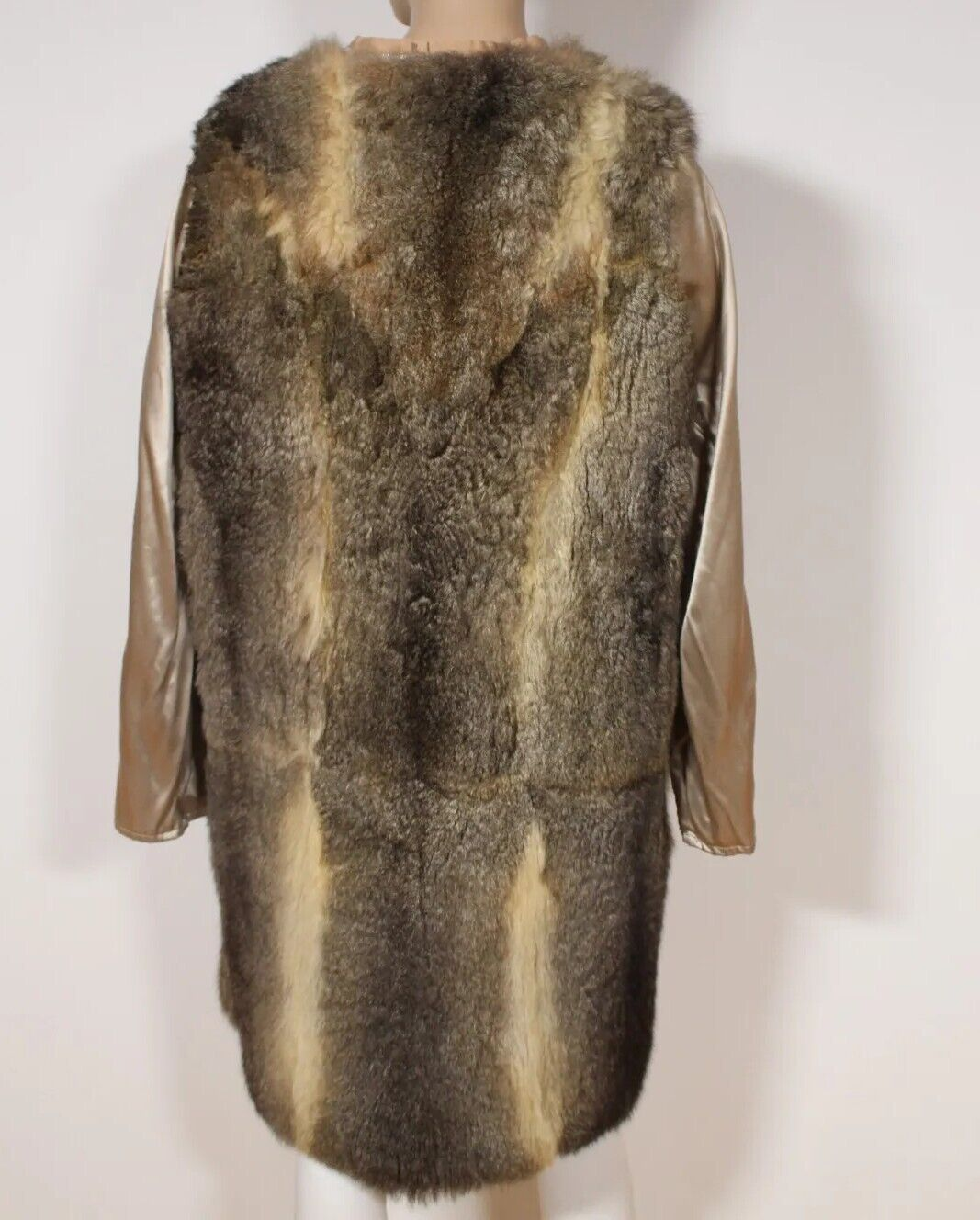
Rückenseite eines Possumfutters
(ca. Anfang 2000er Jahre)

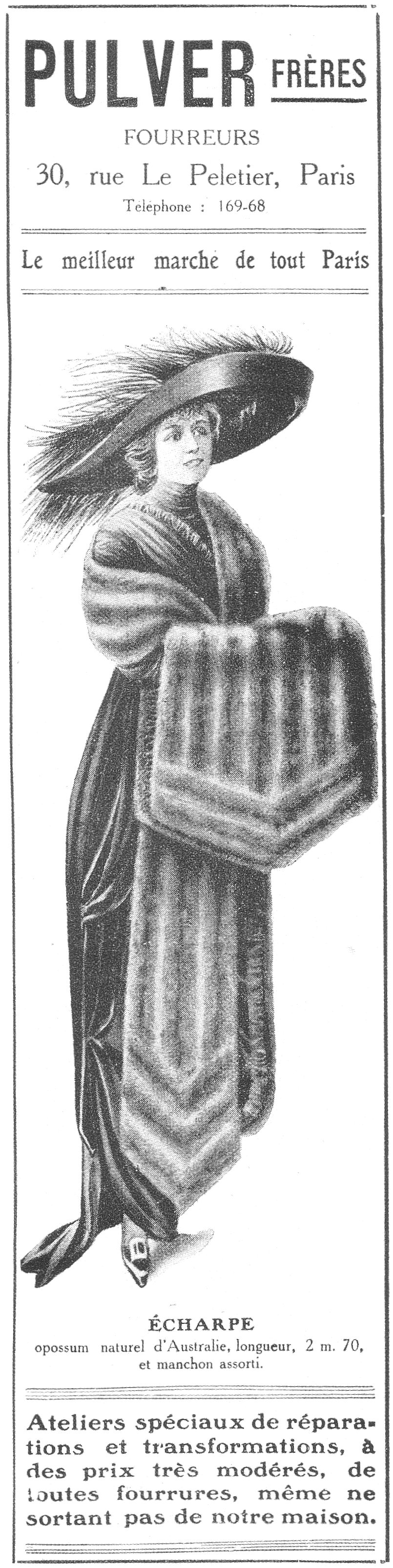
Anzeige der Firma Pulver Frères, Paris 1912: 2,70 Meter langer Possumschal sowie Muff aus ausgelassenem Possumfell

In Zeiten der Langhaarpelzmode ist das Possumfell ein beliebtes Besatzmaterial, früher vor allem für Herrenkragen. Es ist preiswerter als andere langhaarige Pelzarten wie beispielsweise Edelfuchsfelle. Wegen seiner Weichheit und der guten Wärmewirkung eignet es sich vorzüglich zum Ausfüttern von textilen Mänteln und Jacken, auch ist es ein bevorzugtes Material für Felldecken.
Etwa in den 1960er Jahren wurde begonnen, Possumfelle in größerer Menge zu galonieren. Bei dieser Arbeitstechnik werden die Felle in schmale Streifen geschnitten, zwischen die ein ebenfalls schmaler Streifen (Galon) genäht wird, in der Regel aus leichtem Leder. Meist geschieht dies in einem Fischgrät- beziehungsweise Federmuster, deshalb ist auch die Bezeichnung „Federn“ hierfür geläufig.
Possumfell zeichnet sich dadurch aus, dass sich fast ganzjährig störende Nachwuchsstellen zwischen den normalwüchsigen Haaren befinden, meist als dunkle Stellen auch von der Lederseite aus zu erkennen. Außerdem weist das Leder häufig kleinere oder größere Schäden auf. Beim Anbrachen werden diese Stellen vom Kürschner entfernt. Durch das Zerschneiden in schmale Streifen beim Galonieren fallen diese Nähte beim mit der Lederseite nach außen gearbeiteten Pelz kaum auf, stark zernähte Stellen können dabei sogar entfallen. Für aus ganzen Fellen, nappiert oder veloutiert gearbeitete Jacken oder Mäntel sind Felle mit Reparaturnähten jedoch weitgehend unbrauchbar. Etwa gegen Ende der 1980er Jahre hatten sich derart große Mengen an Possumfellen angesammelt, dass es möglich wurde, ausreichend viele einwandfreie Felle auszusortieren, die sich für eine derartige Verarbeitung eigneten. Bis heute sind in relativ geringer Stückzahl, oft als Herrenjacken, mit dem Leder nach außen zu tragende Possumjacken im deutschen Handel, häufig zusätzlich geschoren.
Durch die Arbeitstechnik des Auslassens lassen sich Felle auf Kosten der Breite zu längeren schmalen Streifen verarbeiten, hierfür eignet sich neben anderen Fellarten das Possumfell (siehe Bilder, Modelle „Écharpe“ und „Traviata“).
Im Jahr 1965 wurde der Fellverbrauch für eine für einen Possummantel ausreichende Felltafel (sogenanntes Mantel-„Body“) mit einer Länge von 112 Zentimeter mit 45 bis 50 Fellen angegeben. Zugrundegelegt wurde eine Tafel mit einer Länge von 112 Zentimetern und einer durchschnittlichen Breite von 150 Zentimetern und einem zusätzlichen Ärmelteil. Das entspricht etwa einem Fellmaterial für einen leicht ausgestellten Mantel der Konfektionsgröße 46 des Jahres 2014. Die Höchst- und Mindest-Fellzahlen können sich durch die unterschiedlichen Größen der Geschlechter der Tiere, die Altersstufen sowie deren Herkunft ergeben. Je nach Pelzart wirken sich die drei Faktoren unterschiedlich stark aus.
Wie bei fast allen Fellarten werden auch vom Possum die bei der Verarbeitung erst einmal abfallenden Fellteile verwendet. Der Hauptort für die Verwertung der in Europa anfallenden Fellreste ist Kastoria in Griechenland sowie der in der Nähe liegende kleinere Ort Siatista. Die dort hergestellten Halbfertigprodukte werden anschließend weiterverarbeitet, vor allem zu Innenfuttern.
Nach Wiederaufkommen der samtartig geschorenen oder gerupften Pelze in der Mode wird auch das Possumfell geschoren. Als Schurhöhe wird für Possum etwa 12 bis 14 Millimeter empfohlen. Hauptsächlich werden die Felle in ihren natürlichen Farben verwendet. Bevorzugte künstliche Einfärbungen für Possum waren Brauntöne und blau sowie goldfarben (gebleicht). Heute ist es der Pelzveredlung möglich, fast jeden von der Textilindustrie gewünschten, zu den Stoffen passenden Farbton herzustellen.

## Zahlen, Fakten

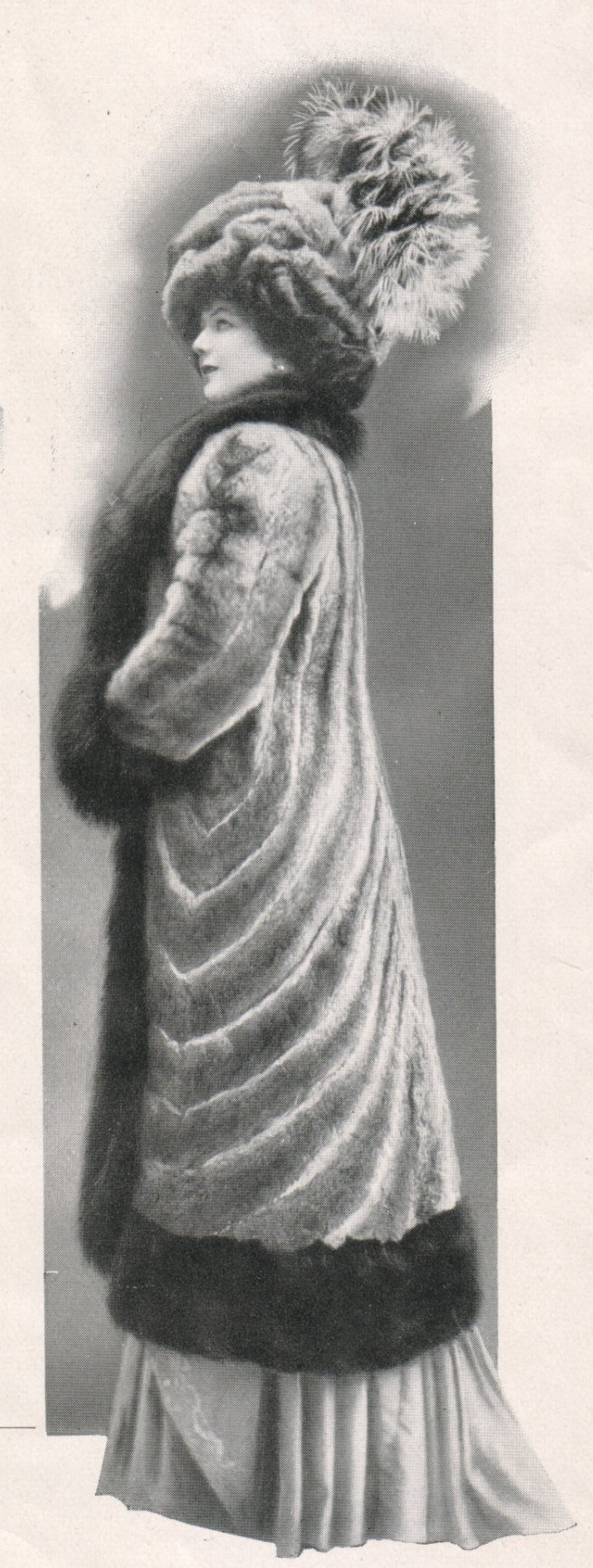
Modell Traviata. Vornehmer Mantel mit breitem, hohl aufgesetzten Besatz, 135 cm lang. Naturblau australisch Opossum mit skunksfarbenem Waschbär M. 1.650,- (C. A. Herpich, Berlin 1910)

- Anfang der 1860er Jahre betrug der Jahresanfall von Australisch Possum 30.000 Felle im Wert von 30.000 Talern.[20][21]
- Bis in die 1870er Jahre hatte die Einfuhr von Possumfellen zu den Londoner Auktionen nur wenige zehntausend Stück betragen.[4] Andere Autoren geben als ersten Londoner Auktionstermin die Saison 1871/72 an.[22][13]
- 1876 kamen 583.000 Possumfelle auf die Londoner Auktionen.[4]
- 1881 kamen 1.490.000 Possumfelle auf die Londoner Auktionen.[4]
- 1890 kamen 583.000 Possumfelle auf die Londoner Auktionen.[4]
- 1910 betrug der schwankende Wert australischer Possumfelle etwa 3 Mark für die Qualität Prima und Sekunda, 1924 waren es 10 bis 20 englische Shilling per Stück. Wesentlich wertvoller waren die sogenannten Tasmanischen Opossum; das Fell des schwarzen Possums erzielte mindestens 12 bis 20 Mark. Ringtail-Possum erzielten, bei einem Gesamtanfall aller Sorten von insgesamt 40.000 Stück, 6 Pence bis 1 Shilling.[2]
- Vor 1925 kamen jährlich von allen Ringtail-Possumsorten zusammen jährlich etwa 600.000 Felle in den Handel, zum Preis von 3 bis 5 Shilling das Stück, rock-Opossum kostete etwa 10 bis 12 Shilling.[2]

Felle der auf den Inseln nördlich von Australien, vom Bismarckarchipel bis zu den Molukken und Celebes lebenden Possumarten, „die zum Teil sehr schön gezeichnetes Pelzwerk haben“, waren bis dahin nicht im Handel.
- Vor 1944 betrug der Höchstpreis für gutfarbige Possumfelle 41,- RM, für gefärbte 20,- RM. Für naturfarbene, gutfarbige Tasmanische Possums 42 RM. Für naturfarbene oder gefärbte Ringtailpossums, die guten 5,- RM, mittlere 3,- RM, Futtertafeln 160,- RM.[23]
- 1979 betrug der jährliche Anfall neuseeländischer Possumfelle etwa 6 Millionen Stück, davon etwa die 60 Prozent grau („Greys“) und 40 Prozent braun („Darks“).[12]
- Vor 1988 betrug der jährliche Anfall neuseeländischer Possumfelle etwa 2,5 Millionen Stück, davon etwa je zur Hälfte grau („Greys“) und braun („Darks“).[12]
- 2012 erzielte nach Angabe des Possumfellhändlers und ehemaligen Possumjägers Jace McLean ein Kilogramm Possumfell etwa 100 neuseeländische Dollar (knapp 62 Euro). Die Felle wurden weit überwiegend der Haarverwertung zugeführt, zusammen mit Merinowolle zum Verspinnen zu hochwertiger Wolle. McLean ließ außerdem aus dem Possumleder Golfhandschuhe anfertigen.[1]

## Anmerkung
1. ↑  Die angegebenen vergleichenden Werte (Koeffizienten) sind das Ergebnis vergleichender Prüfung durch Kürschner und Rauchwarenhändler in Bezug auf den Grad der offenbaren Abnutzung. Die Zahlen sind nicht eindeutig, zu den subjektiven Beobachtungen der Haltbarkeit in der Praxis  kommen in jedem Einzelfall Beeinflussungen durch Pelzzurichtung und Pelzveredlung sowie zahlreiche weitere Faktoren hinzu. Eine genauere Angabe könnte nur auf wissenschaftlicher Grundlage ermittelt werden. Die Einteilung erfolgte in Stufen von jeweils 10 Prozent. Die nach praktischer Erfahrung haltbarsten Fellarten wurden auf 100 Prozent gesetzt.

## Belege
1. 1 2  
Ohne Autorenangabe: Jagd auf Possums in Neuseeland - Beuteltierplage heizt die Pelzindustrie an. In: Focus online, 7. Mai 2012. Zuletzt abgerufen am 10. Juli 2014.
2. 1 2 3 4 5  
Emil Brass: Aus dem Reiche der Pelze. 2. verbesserte Auflage, Verlag der „Neuen Pelzwaren-Zeitung und Kürschner-Zeitung“, Berlin 1925, S. 768–772.
3. ↑  Heinrich Hanicke: Handbuch für Kürschner. Verlag von Alexander Duncker, Leipzig 1895, S. 75.
4. 1 2 3 4 5 6 7 8  
Fritz Schmidt: Das Buch von den Pelztieren und Pelzen. F. C. Mayer Verlag, München 1970, S. 49–53.
5. 1 2  
Friedrich Lorenz: Rauchwarenkunde, 4. Auflage. Volk und Wissen, Berlin 1958, S. 32–33.
6. ↑  Jury Fränkel: Einbahnstraße - Bericht eines Lebens, erster Teil. Rifra Verlag, Murrhardt, 1971, S. 33.
7. ↑  Anna Municchi: Der Mann im Pelzmantel. Zanfi Editori, Modena 1988, S. 32. ISBN 88-85168-18-3.
8. ↑  H. Werner: Die Kürschnerkunst. Verlag Bernh. Friedr. Voigt, Leipzig 1914, S. 100.
9. 1 2 3 4 5 6 7  
„C. L.“: Handels-Sortimente des australischen Opossum. In: Der Rauchwarenmarkt Nr. 45, Leipzig, 6. November 1936, S. 5.
10. ↑  Paul Schöps; H. Brauckhoff, Stuttgart; K. Häse, Leipzig, Richard König, Frankfurt/Main; W. Straube-Daiber, Stuttgart: Die Haltbarkeitskoeffizienten der Pelzfelle. In: Das Pelzgewerbe, Jahrgang XV, Neue Folge, 1964, Nr. 2, Hermelin Verlag Dr. Paul Schöps, Berlin, Frankfurt/Main, Leipzig, Wien, S. 56–58.
11. ↑  Paul Schöps, Kurt Häse: Die Feinheit der Behaarung - Die Feinheits-Klassen. In: Das Pelzgewerbe Jg. VI / Neue Folge, 1955 Nr. 2, Hermelin-Verlag Dr. Paul Schöps, Leipzig, Berlin, Frankfurt am Main, S. 39–40 (Anmerkung: fein (teils seidig); mittelfein (teils fein); gröber (mittelfein bis grob)).
12. 1 2 3 4 5 6  
Christian Franke/Johanna Kroll: Jury Fränkel´s Rauchwaren-Handbuch 1988/89. 10. überarbeitete und ergänzte Neuauflage, Rifra-Verlag Murrhardt, S. 231–234.
13. 1 2  
Alexander Tuma: Pelz-Lexikon. Pelz- und Rauhwarenkunde. XX. Band. Verlag Alexander Tuma, Wien 1950. Stichwort „Opossum, austr.“.
14. 1 2  
Basically Bush Ltd., Opotiki, New Zealand: Luxurious New Zealand Possum Fur & Leather (Firmenkatalog mit Possumfellfarbmustern). Ca. 2011. Possumfell-Farbmuster der Firma.
15. ↑  The New Zealand Herald: NZ possum population halved since 1980s (Memento des Originals vom 15. Juli 2014 im Internet Archive)  Info: Der Archivlink wurde automatisch eingesetzt und noch nicht geprüft. Bitte prüfe Original- und Archivlink gemäß Anleitung und entferne dann diesen Hinweis.. 26. November 2009 (englisch) Zuletzt abgerufen am 12. Juli 2014.
16. ↑  Ohne Autorenangabe: Making History. The First Ranched New Zealand Opossum arrive in London. In: Fur Review November 1981, Fur Review Publishing Co. London, S. 12 (englisch) (Die Felle waren zu besichtigen bei Kevork Allallemdjian, Garlick Hill).
17. ↑  Unter Mitarbeit von Richard König: Australisch Opossum. In: Der Rauchwarenmarkt 11/12 vom 12. März 1943, S. 3–4.
18. ↑  Paul Schöps u. a.: Der Materialbedarf für Pelzbekleidung. In: Das Pelzgewerbe Jg. XVI / Neue Folge 1965 Nr. 1, Hermelin-Verlag Dr. Paul Schöps, Berlin u. a., S. 7–12. Anmerkung: Die Angabe für ein Body erfolgte nur, um die Fellsorten besser vergleichbar zu machen. Tatsächlich wurden nur für kleine (bis etwa Bisamgröße) sowie für jeweils gängige Fellarten Bodys hergestellt, außerdem für Fellstücken. Folgende Maße für ein Mantelbody wurden zugrunde gelegt: Körper = Höhe 112 cm, Breite unten 160 cm, Breite oben 140 cm, Ärmel = 60 × 140 cm.
19. ↑  Jochen Sager: Scherereien. In: Die Pelzwirtschaft 11/1989, CB-Verlag Carl Boldt, 5. Dezember 1989, S. 4.
20. ↑  Heinrich Lomer: Der Rauchwaaren-Handel. Leipzig 1864 (Gesamtausgabe). Zuletzt abgerufen am 10. Juli 2014.
21. ↑  Heinrich Lomer: Der Rauchwaaren-Handel. Leipzig 1864 (nur Seite 51: Jährliche Gesamt-Pelz-Produktion).
22. ↑  
Franz Weiss (Leipziger Rauchwarenhändler): Australische Rauchwaren.  In: Rauchwarenkunde - Elf Vorträge aus der Warenkunde des Pelzhandels. Verlag der Rauchwarenmarkt, Leipzig 1931, S. 129, 133-138.
23. ↑  Friedrich Malm, August Dietzsch: Die Kunst des Kürschners. Fachbuchverlag Leipzig 1951, S. 52–53.